# オクセンフルト
オクセンフルト (ドイツ語: Ochsenfurt, ドイツ語発音: [ˈɔks̩nfʊrt]) はドイツ連邦共和国バイエルン州ウンターフランケン地方のヴュルツブルク郡の市で、マインドライエックの南部に位置する。歴史的な旧市街を囲む多くの市門や塔を持つ市壁は現在もその大部分が保存されている。オクセンフルトはかつてヴュルツブルク聖堂参事家の所領に属していた。

## 名前
Ochsen（雄牛）は、昔、車を牽くのに使われた動物で、牛車でマイン川を渡れる場所（Furt = 渡河地点）を意味した。イギリスのオックスフォードやトルコのボスポラスなど、同じ意味の地名は各地にある。

## 地理
オクセンフルトは、ヴュルツブルクとキッツィンゲンの間、ウンターフランケンのヴュルツブルク郡に位置する。町の中をマイン川やいくつもの小さな川 が流れている。この街は数多くのブドウ山に囲まれたオクセンフルターガウに位置する。

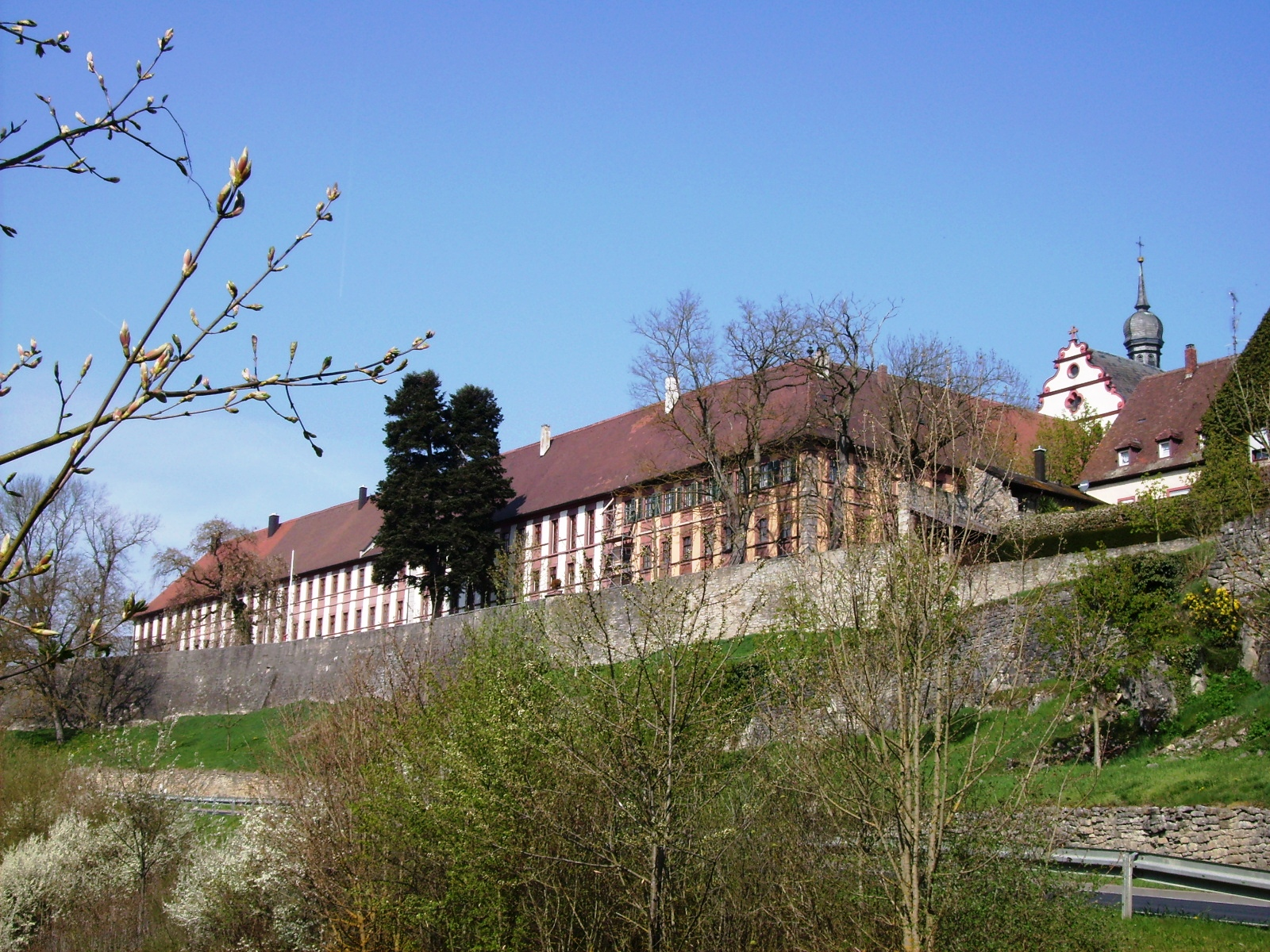
テュッケルハウゼン修道院

### 市の構成
本市は、公式にはの16地区 (Ort) からなる。このうち小集落や孤立農場などを除く集落を以下に列記する。
ダルシュタット (Darstadt)
オクセンフルトの最も西に位置する市区。ダルシュタット（人口約200人）はシャフバッハ川沿いに位置する。この地区は1972年1月1日にオクセンフルトに合併した。
エアラッハ (Erlach)
エアラッハはオクセンフルトで最も北の市区である。1972年7月1日にオクセンフルト市に合併した。
ゴスマンスドルフ・アム・マイン (Goßmannsdorf a.Main)
ゴスマンスドルフはオクセンフルトの西、マイン川沿いに位置し、一部は鉄道路線に面している。1972年7月1日にオクセンフルト市に合併した。ゴスマンスドルフの人口は約1100人である。
ホーエシュタット (Hohestadt)
ホーエシュタット（人口約850人）は市の南西部に位置する。名前の通り（直訳すると「高い街」）山の上に位置する。1971年7月1日、最初にオクセンフルト市に合併した市区である。
ホプファーシュタット (Hopferstadt)
ホプファーシュタットは市域の最も南に位置する。人口は約670人である。1978年5月1日、最後に合併した地区である。
クラインオクセンフルト (Kleinochsenfurt)
13世紀までクラインオクセンフルトはオクセンフルトと分離されていなかった。1971年7月1日に合併したが、集落はオクセンフルトの市街地と一体化している。クラインオクセンフルトの人口は1000人強である。
オクセンフルト (Ochsenfurt)
テュッケルハウゼン (Tückelhausen)
テュッケルハウゼンはオクセンフルト南西の市区で、300人強の人口がある。この地域はカルトゥジオ会のテュッケルハウゼン修道院に由来する。教会は18世紀に建てられた。1803年の世俗化によって修道院は廃止されたが、修道士コミュニティはこれを住居に改造した。現在もこの地区は修道院風の構造をしており、カルトゥジオ会博物館がある。テュッケルハウゼンは1972年7月1日にオクセンフルト市の市区となった。
ツォイベルリート (Zeubelried)
ツォイベルリートは人口約200人で、オクセンフルトの北に位置する。1971年7月1日にオクセンフルト市に合併した。近隣では8月第3週末に開催されるツォイベルリートのリンゼンシュピッツァー祭で知られている。2日間の祭りの期間中に数千人の人がこの地区の広場に集まる。

## 歴史

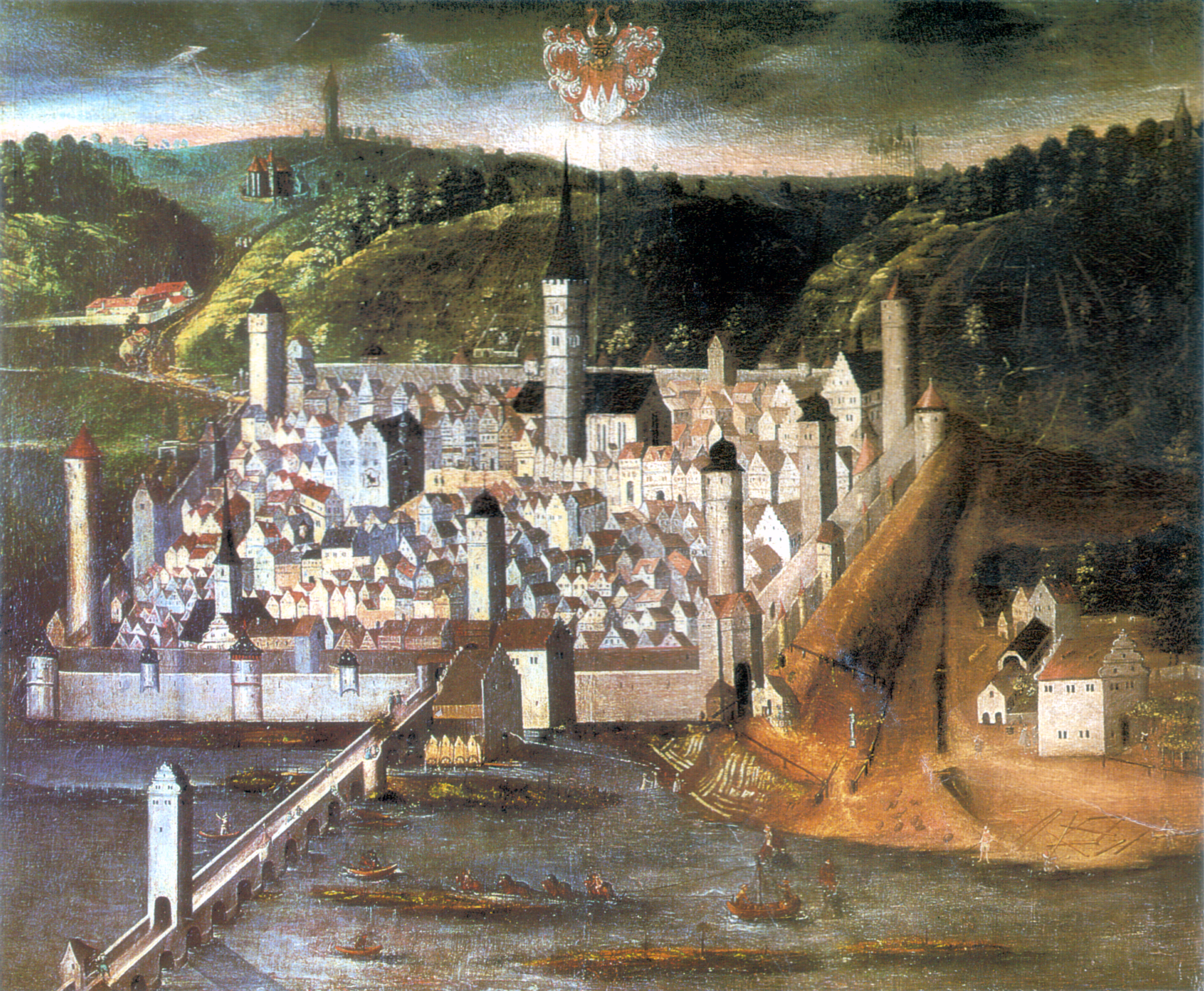
1623年のオクセンフルト

オクセンフルトは725年に初めて文献に記録されている。聖ボニファティウスによってこの街に創設された修道院の女子修道院長テークラ・フォン・キッツィンゲンの命令書がそれである。おそらく11世紀までにオクセンフルトは王領となったと推測されている。名高い市壁や塔は14世紀に造営された。1512年に橋が建設され、オクセンフルトは経済的に重要な町となっていった。1525年のドイツ農民戦争ではこの街にも暴徒が襲来した。
新市庁舎は1479年に完成した。聖アンドレアス教会は1288年に献堂された。
オクセンフルトは1803年にバイエルン選帝侯領となった。1806年にヴュルツブルク大公国に移されたが、1813年に都市部はバイエルン王国領となった。
1945年、オクセンフルトはアメリカの管理地区に属すこととなった。第二次世界大戦でマイン川の橋は破壊されたものの、旧市街は被害を受けなかった。
1972年にオクセンフルト郡は廃止され、ヴュルツブルク郡に編入された。

## 行政

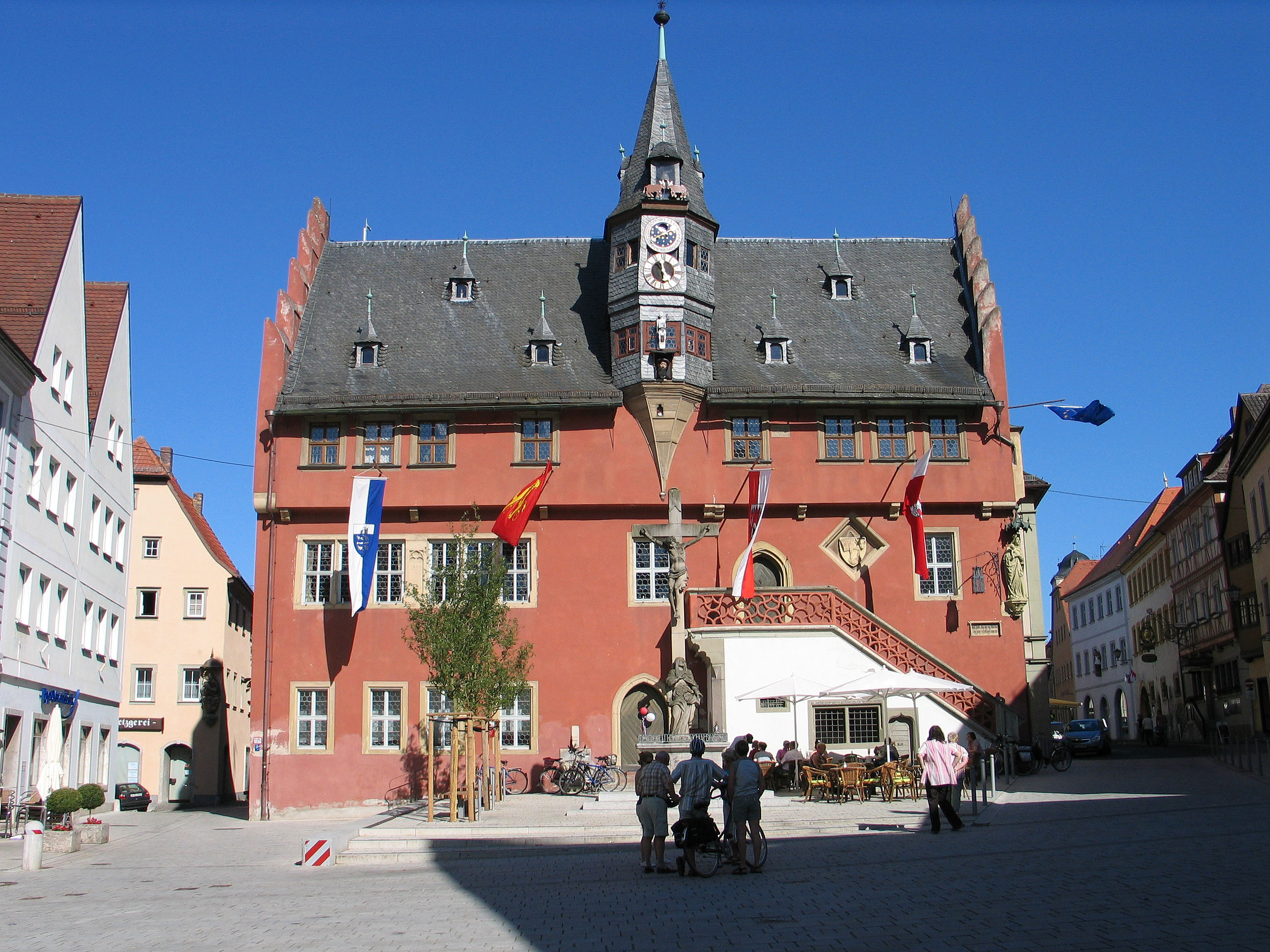
オクセンフルトの市庁舎

市長は、ペーター・ユークス (Unabhängige Wahlgemeinschaft) である。

### 姉妹都市
- Coutances（フランス、マンシュ県）
- Wimborne（イギリス、イースト・ドーセット）
- コルディッツ（ドイツ、ザクセン州）
- Zábřeh（チェコ、オロモウツ州）
- Ropczyce（ポーランド、ポトカルパチェ県）

## 経済と社会資本

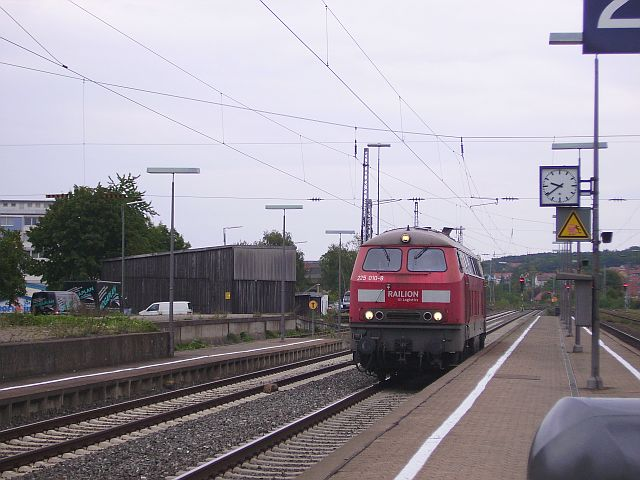
オクセンフルト駅

### 交通
オクセンフルトは、ドイツ鉄道の高速鉄道網における重要な運輸軸路線の一つであるトロイヒトリンゲン - ヴュルツブルク線沿いに位置する。この路線上を1時間毎に運行しているレギオナルバーンが、上級中心都市ヴュルツブルクとの間を結んでいる。オクセンフルトからガウケーニヒスホーフェンを経由してレッティンゲンに至るガウ鉄道は1990年代に廃止された。多くのバス路線がこの街と、特にヴュルツブルク郡南部の市町村とを結んでいる。この街はマインフランケン交通連盟 (VVM) に加盟している。
近隣を通るアウトバーンA7号線およびA3号線はオクセンフルトにとって重要な南北および東西の交通軸である。最寄りのインターチェンジは、A7号線は約8km離れたマルクトブライト、A3号線は約12km北のアイベルシュタットにある。また連邦道B13号線がオクセンフルトを通っている。

### 地元企業
- オクセンフルトにはドイツ第3位の製糖会社 ジュートツッカーAGがある。毎年9月中旬から12月中旬まで、近隣の約6,200戸の農家から約150万t のテンサイが納入される。
- 工業用ロウ加工機械の最大メーカー ヘルハンマー社はオクセンフルトのホーエシュタットに本社を構えている。

## 文化と見所

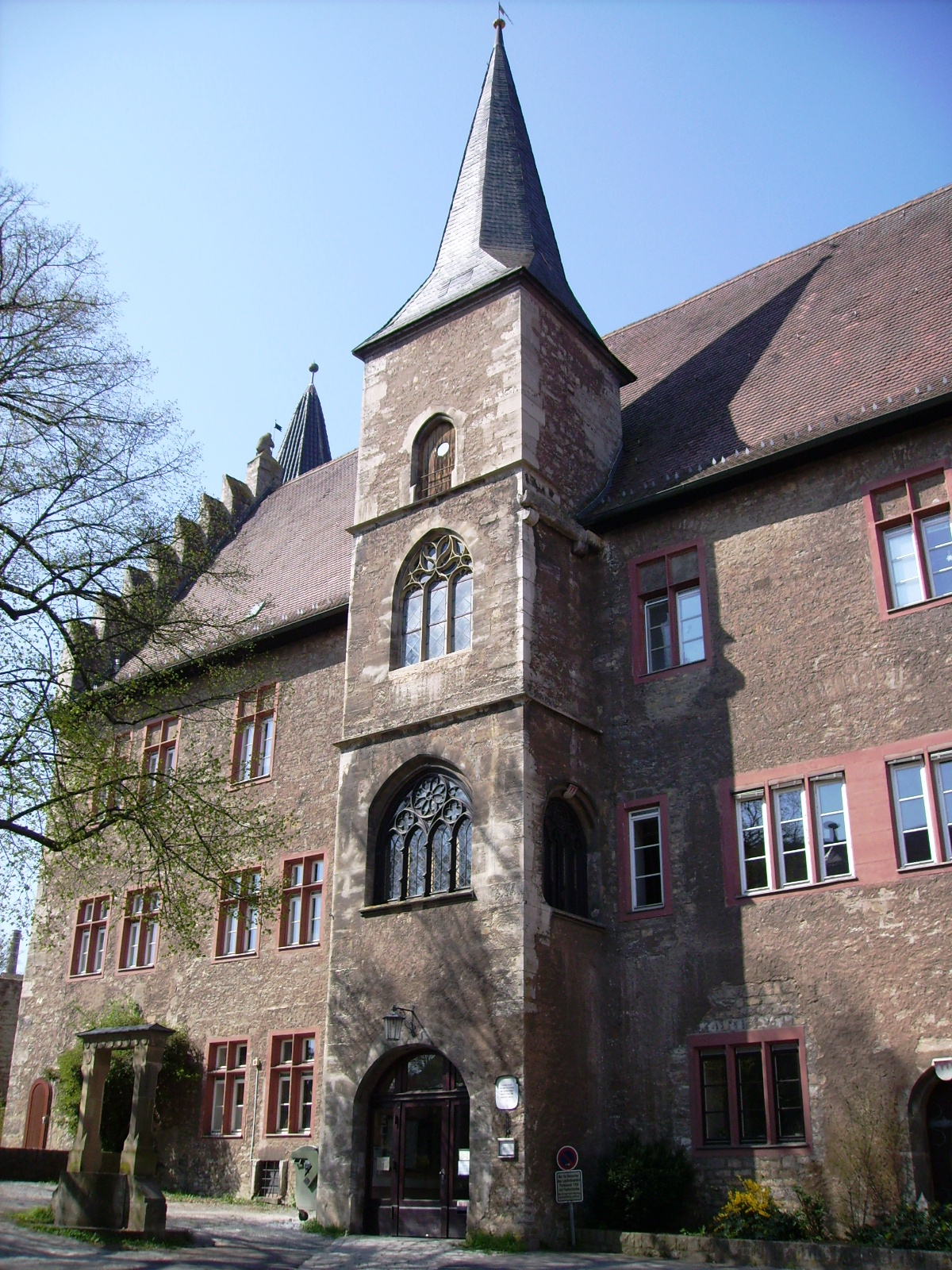
聖堂参事会執務館

### 建築
- 新市庁舎 — 小塔に月の時計（カレンダー）が備えられている。
- 旧市庁舎 — さらし台が設けられている。
- 聖アンドレアス市教区教会 — ティルマン・リーメンシュナイダー作の聖ニコラウス像がある。
- ミヒャエル礼拝堂
- カステンホーフ
- 小城館 — 現在は郷土博物館
- 聖堂参事会執務館
- 多くの塔を持つ防衛施設
- タウベン塔を持つ楼門

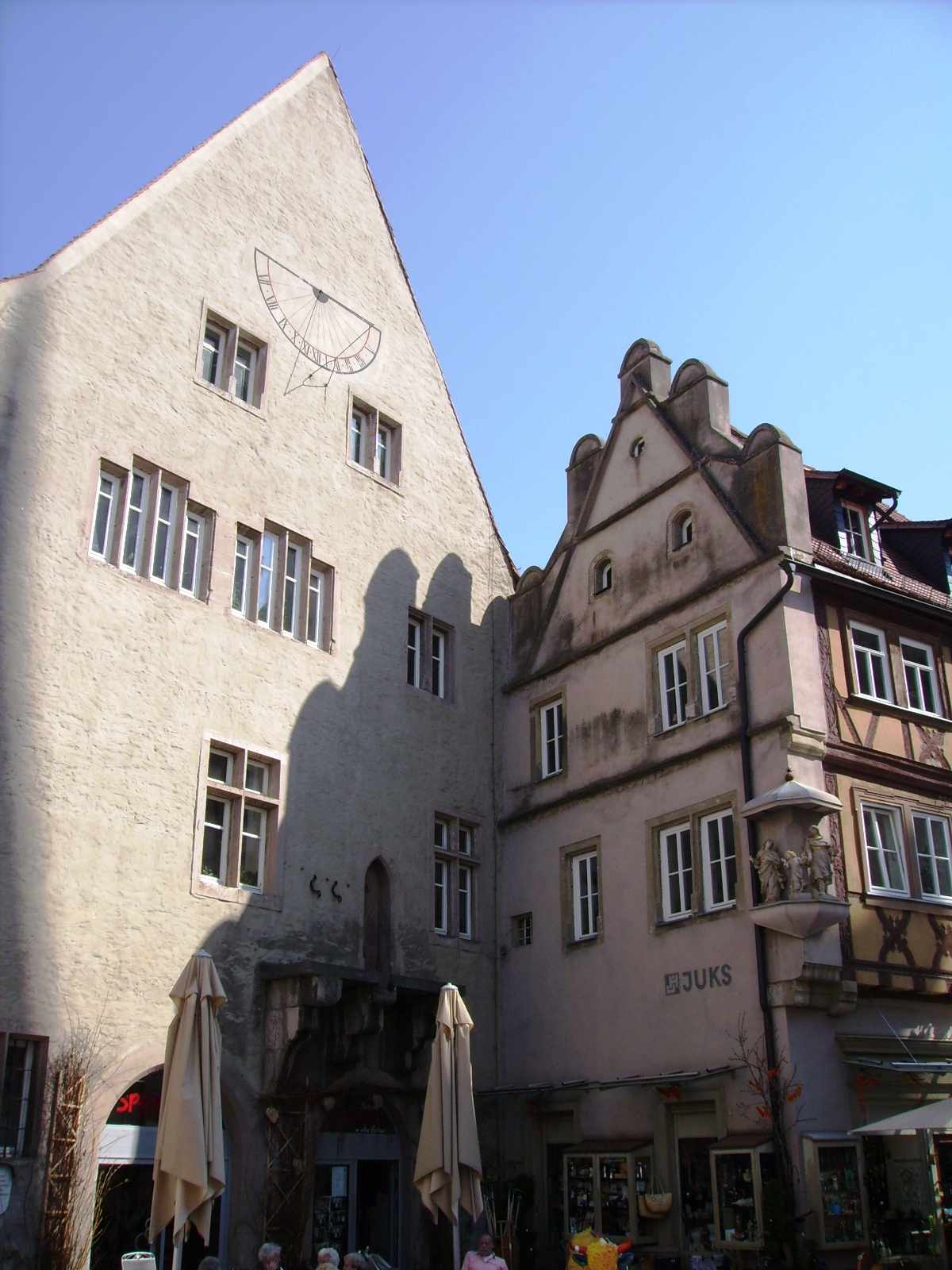
旧市庁舎とさらし台
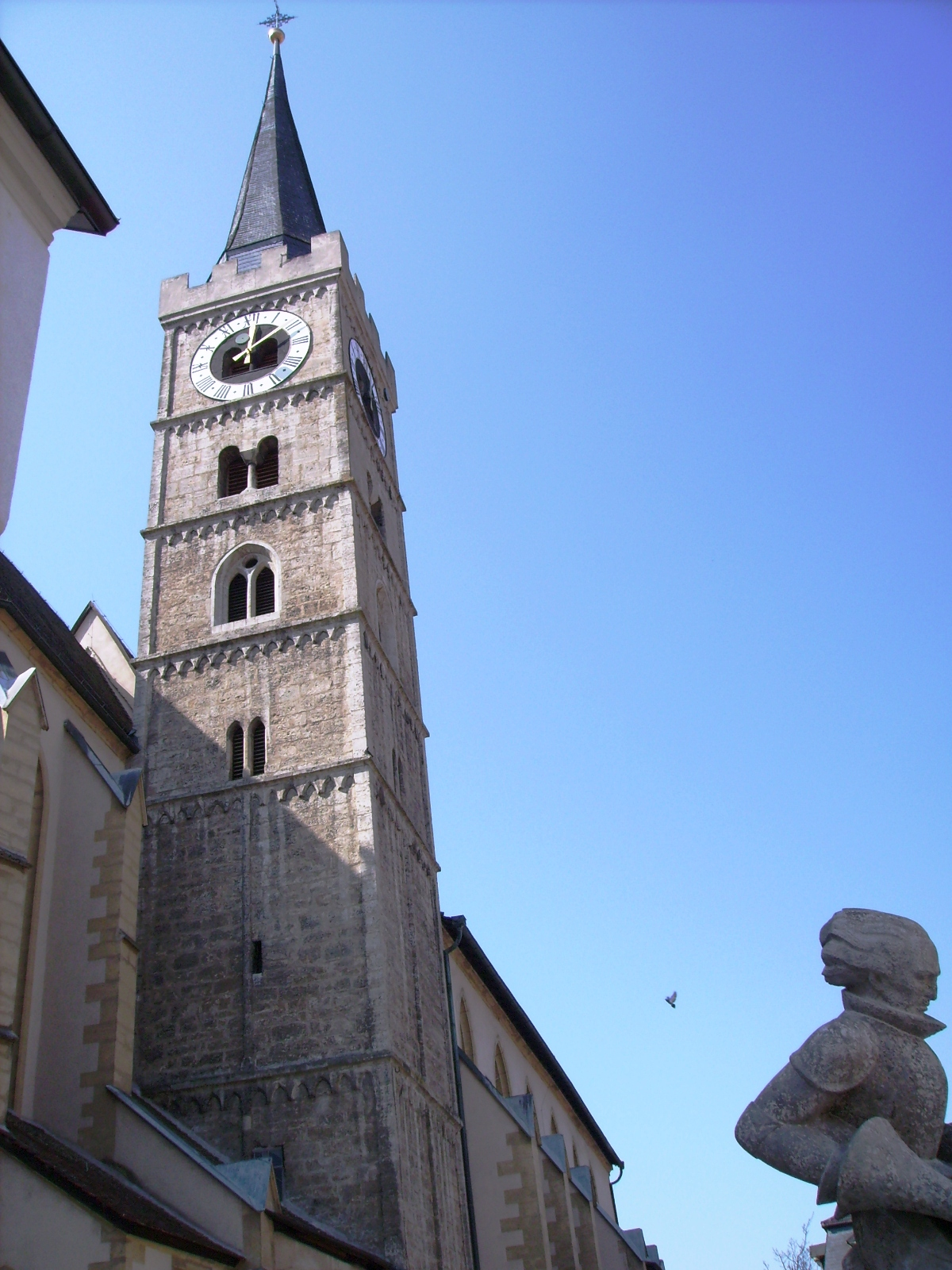
聖アンドレアス市教区教会
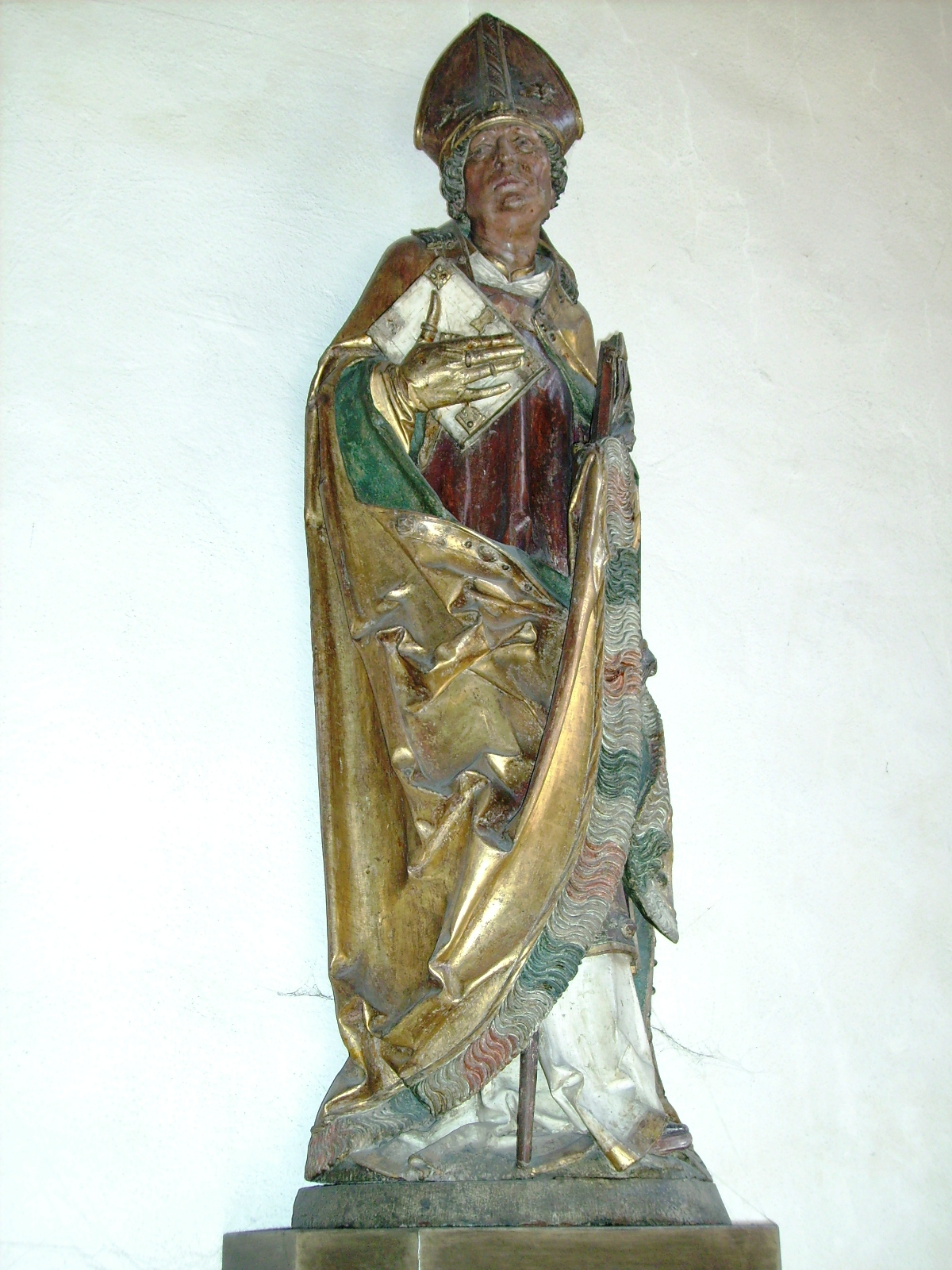
リーメンシュナイダー作の聖ニコラウス像
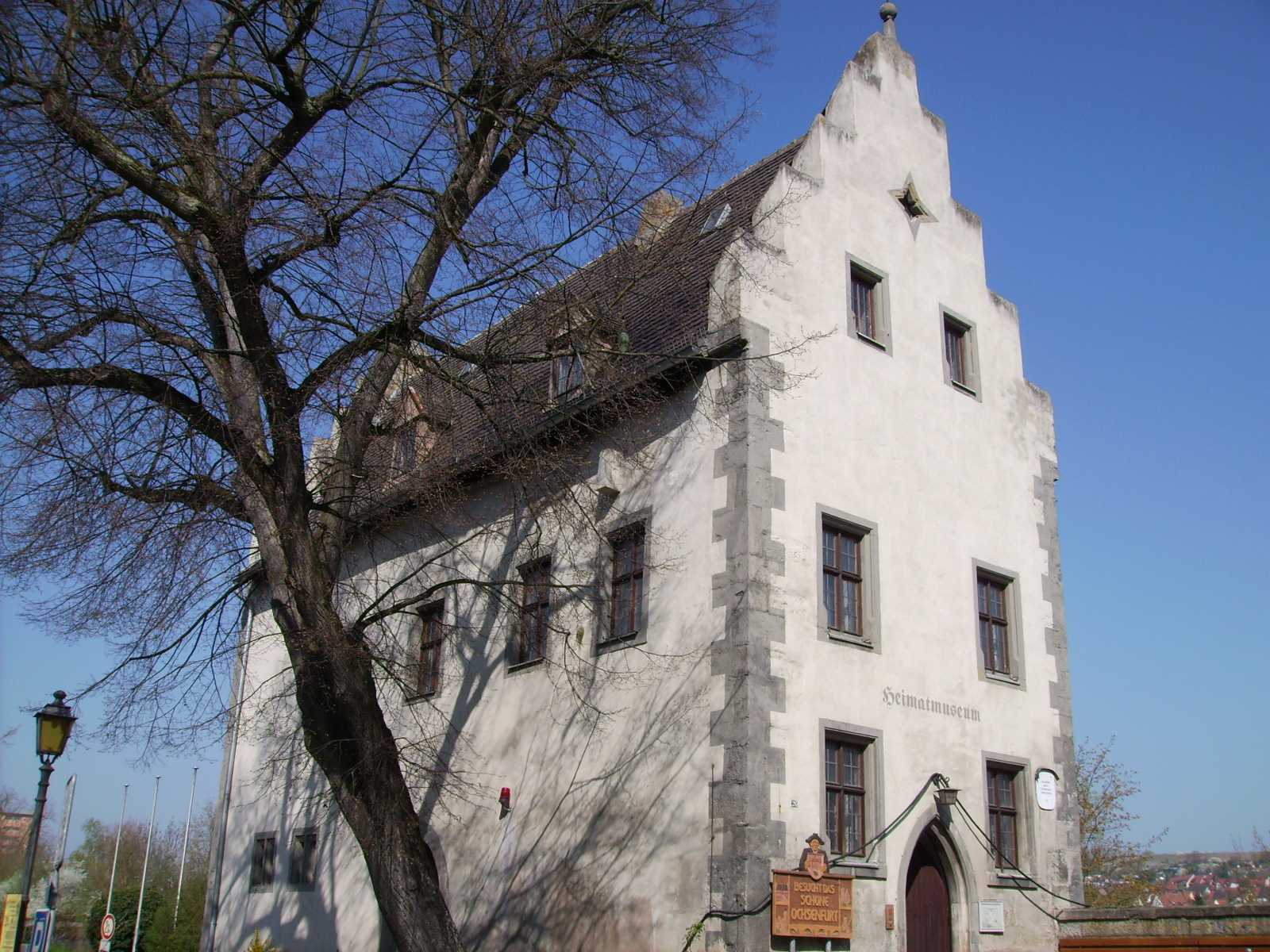
小城館
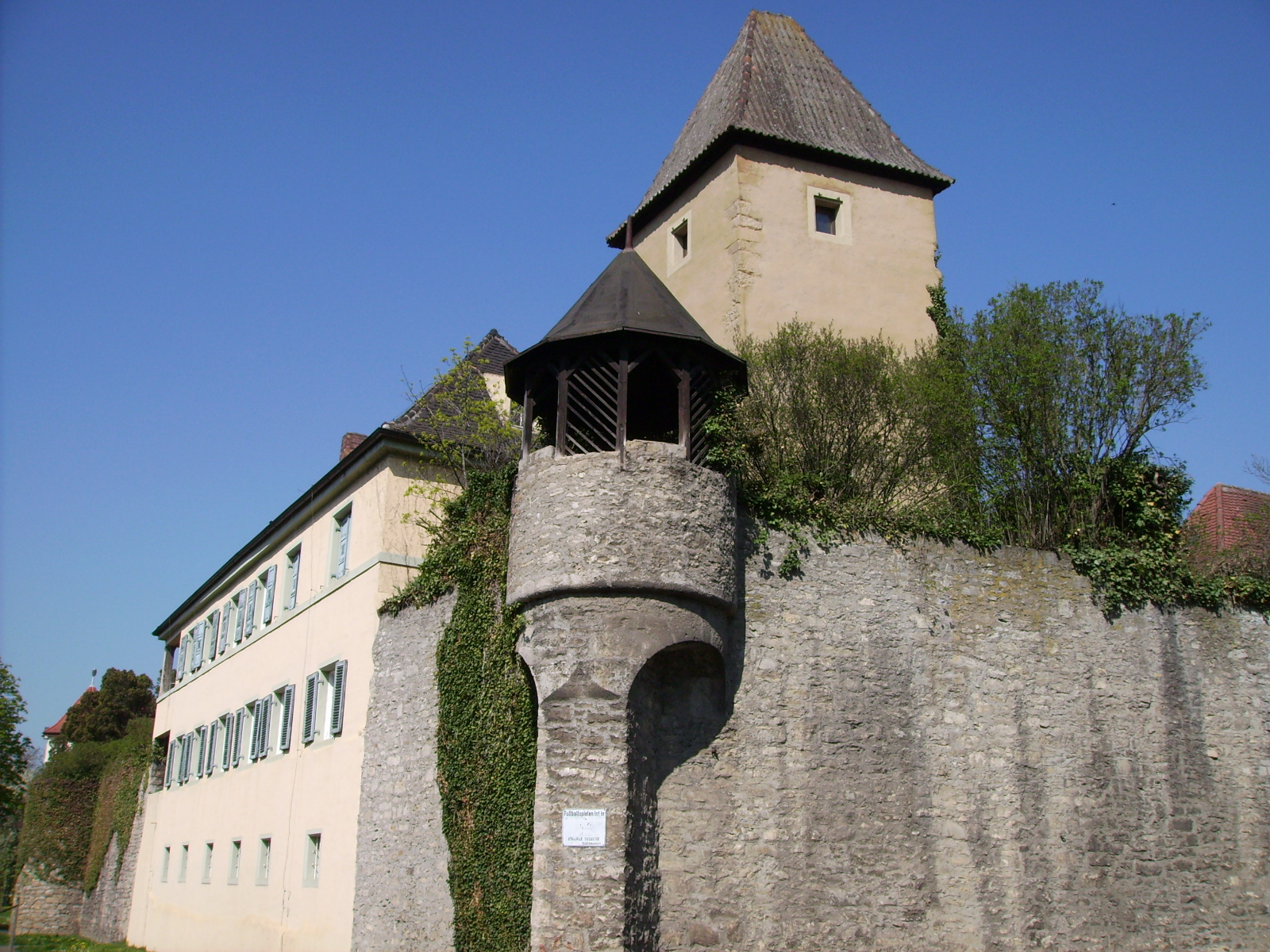
オクセンフルトの防衛施設、火薬塔、牢獄、小円塔
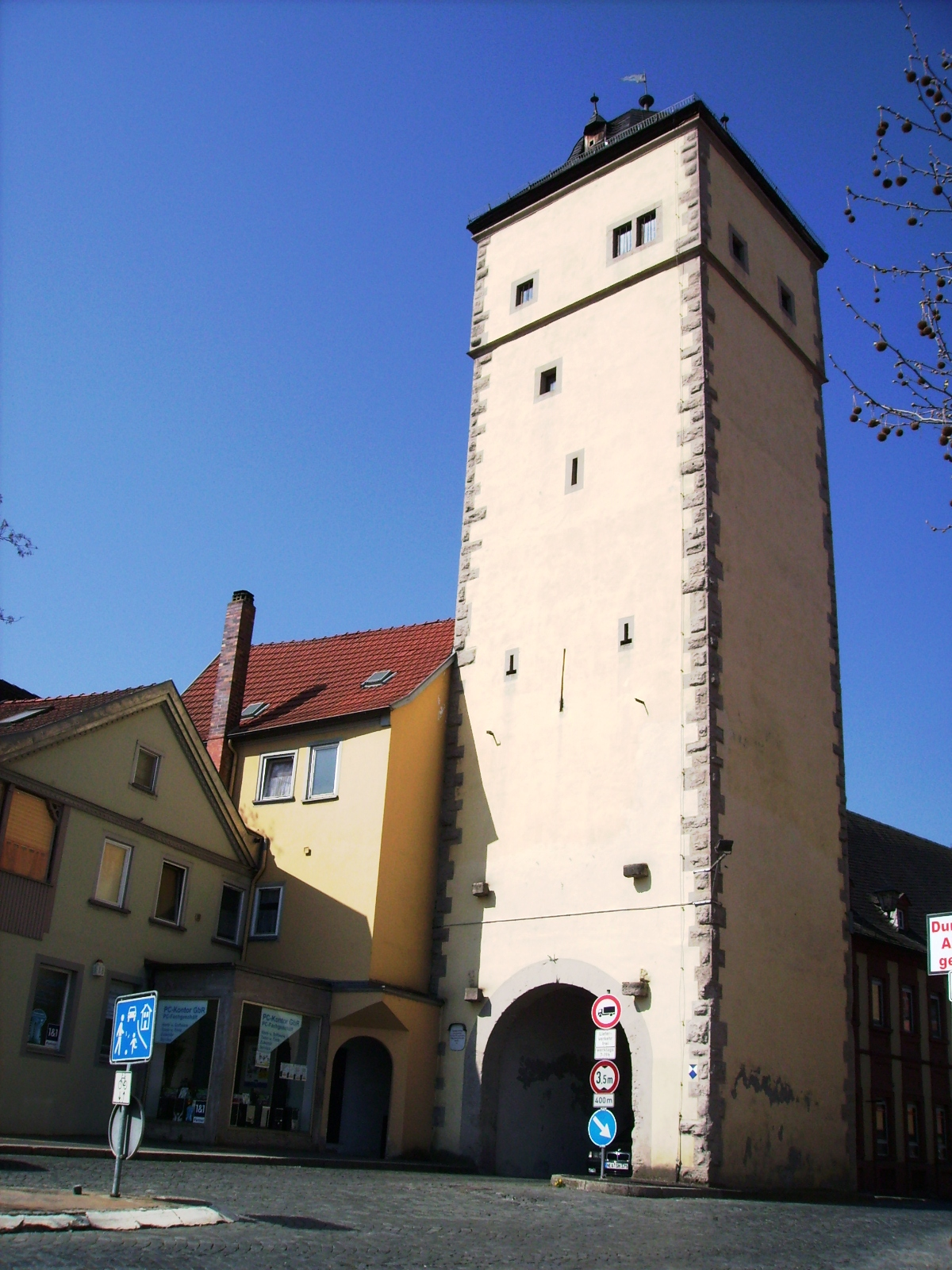
上の楼門
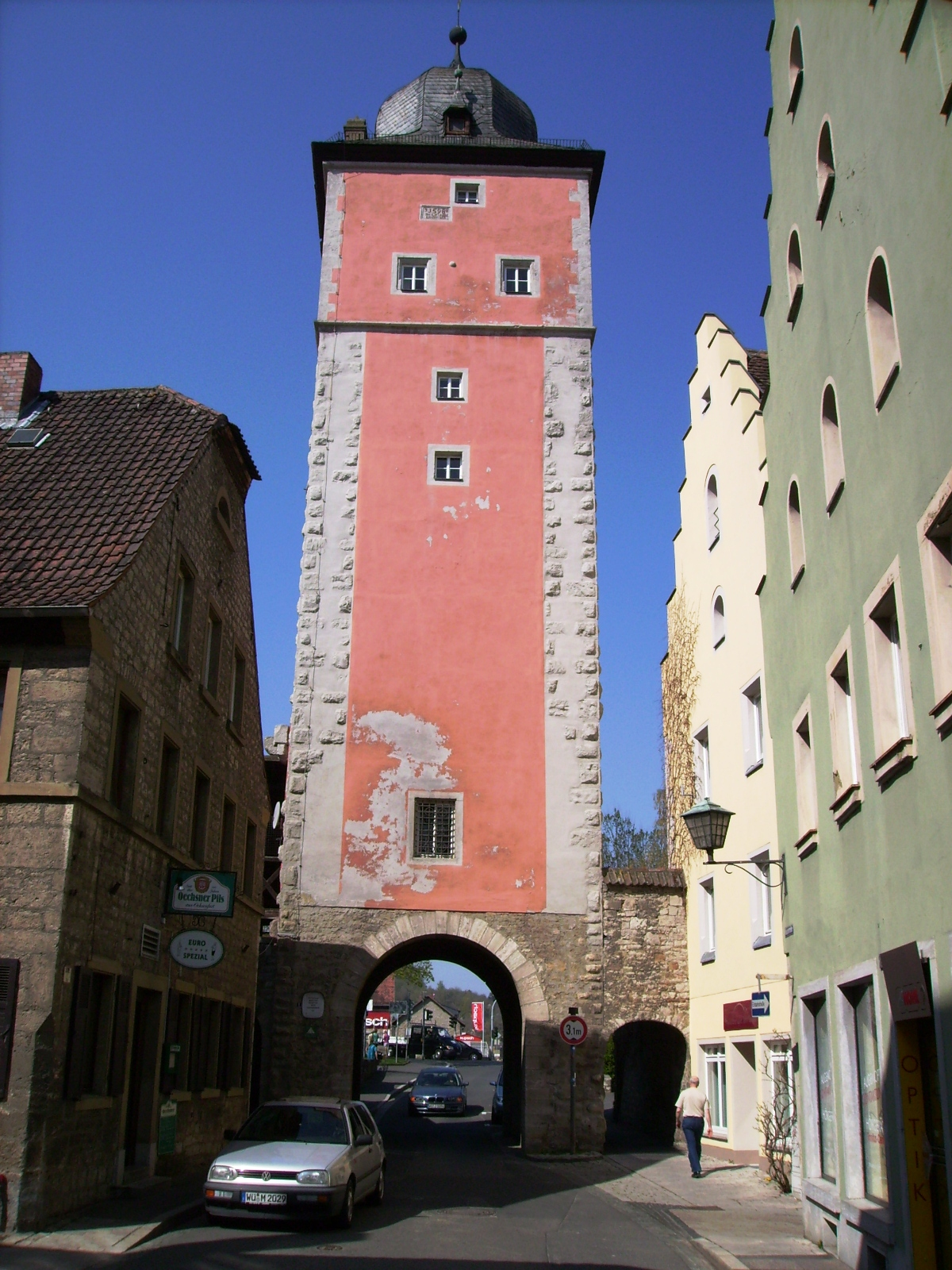
クリンゲン門
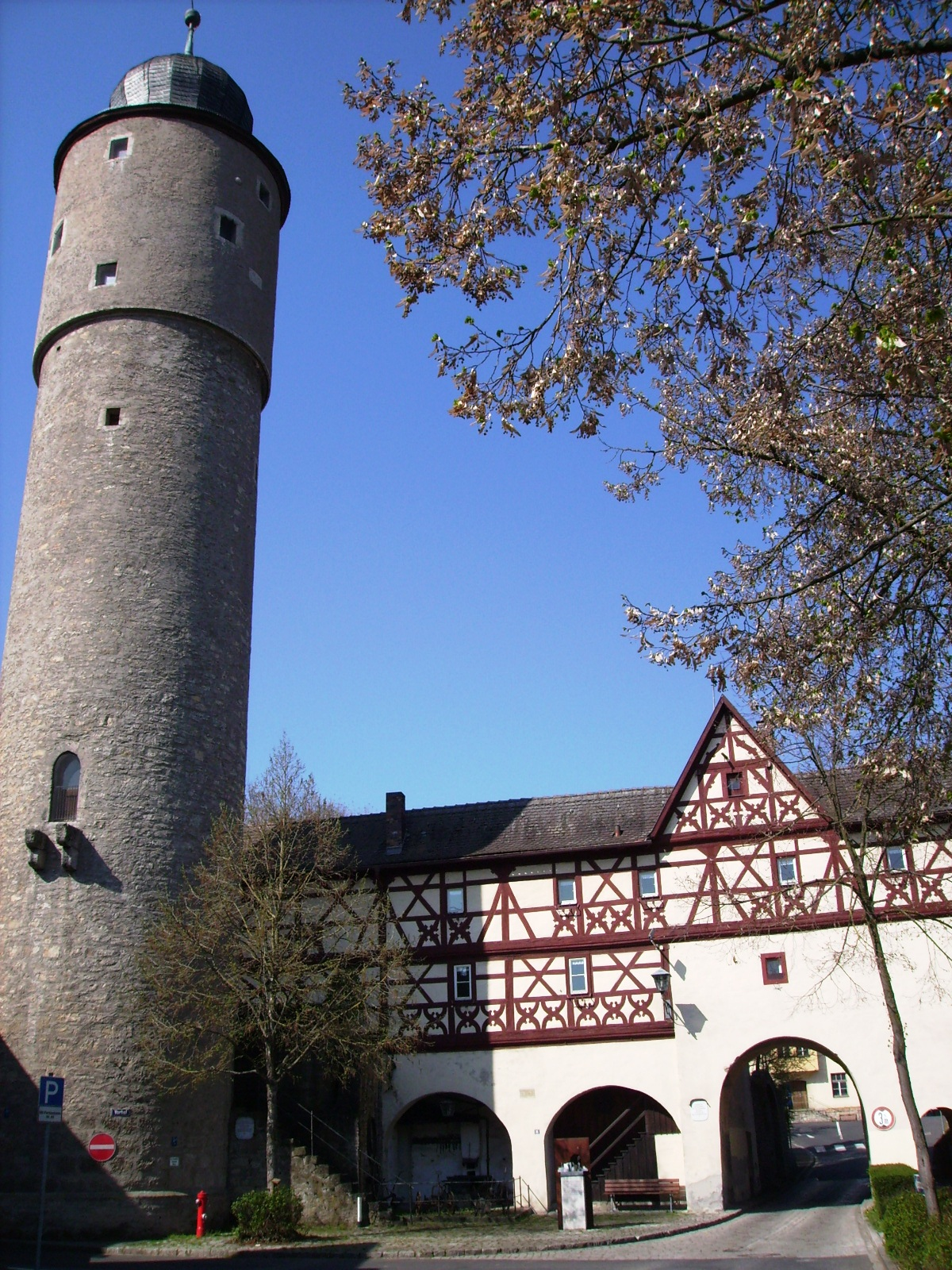
タウベン塔のある楼門

### マイン橋

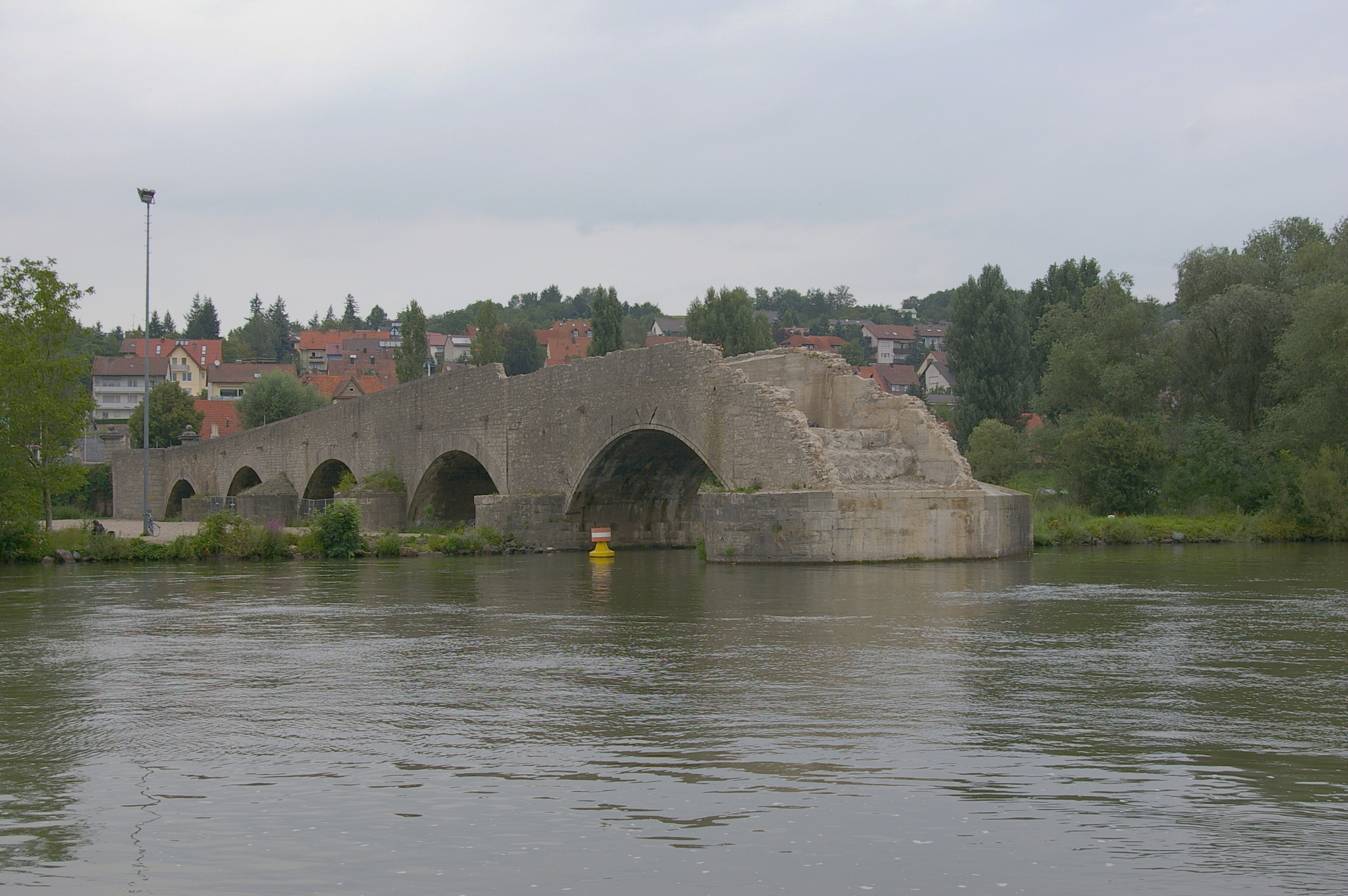
旧マイン橋

#### 旧マイン橋
旧マイン橋は1512 - 19年に建造された。この橋は13連のアーチを台座として構成されていた。1866年の普墺戦争でプロイセン軍によって破壊され、その後再建された。1945年3月31日、アメリカ軍の進駐を前に中央部のアーチが破壊された。
損傷した旧マイン橋は戦後、近代的な船舶の航行を考慮し、中央部にコンクリートの梁を用いてアーチを高くした形で再建された。それ以外の部分はそのまま保存された。しかし、やがて老朽化が顕著になり、市区内の徒歩・二輪車の交通だけが許可されるようになった。2006年9月からは東海の危険が高まったため、徒歩や自転車での通行も禁止された。2007年にまず中央部の鉄筋コンクリートが取り壊された。同年中に全体を撤去し、その後似た形の橋を新たに架ける計画であった。ところが、この過程で行われた建築調査でこの橋の建築史上の重要性が明らかとなり、ヴュルツブルクの旧マイン橋やレーゲンスブルクの石橋に匹敵する重要な橋であると判断された。このことから橋保存の市民運動が興った。連邦および州の文化財保護局ならびにオクセンフルト市当局は、この橋を2009年から原型に忠実に補修再建することを決めた。

### 新マイン橋
この間、交通は旧マイン橋の下流に作られた新しい橋を利用した。1954年、オクセンフルトに新マイン橋が建造され、その上を連邦道B13号線が通るようになった。しかしこの橋も老朽化したため、2010年にこの橋は取り壊され、その後に新しい橋が架けられることになっている。

## 人物

### 出身者
- ローベルト・ガレット（1977年 - ）バスケットボール選手。ドイツ代表チームに選抜され2008年北京オリンピック大会などに出場した。